# 贝朗格勒维尔 (滨海塞纳省)
贝朗格勒维尔（法語：Bellengreville，法語發音：[bɛlɑ̃ɡʁəvil] ⓘ）是法国滨海塞纳省的一个市镇，属于迪耶普区。

## 地理
贝朗格勒维尔（49°54'25"N, 1°12'58"E）面积7.67 平方千米，位于法国诺曼底大区滨海塞纳省，该省份为法国北部沿海省份，其西部及北部濒大西洋英吉利海峡，东起顺时针与索姆省、瓦兹省、厄尔省和卡爾瓦多斯省接壤。
与贝朗格勒维尔接壤的市镇（或旧市镇、城区）包括：昂库尔、昂韦默、圣尼古拉达列蒙、索谢、珀蒂科。

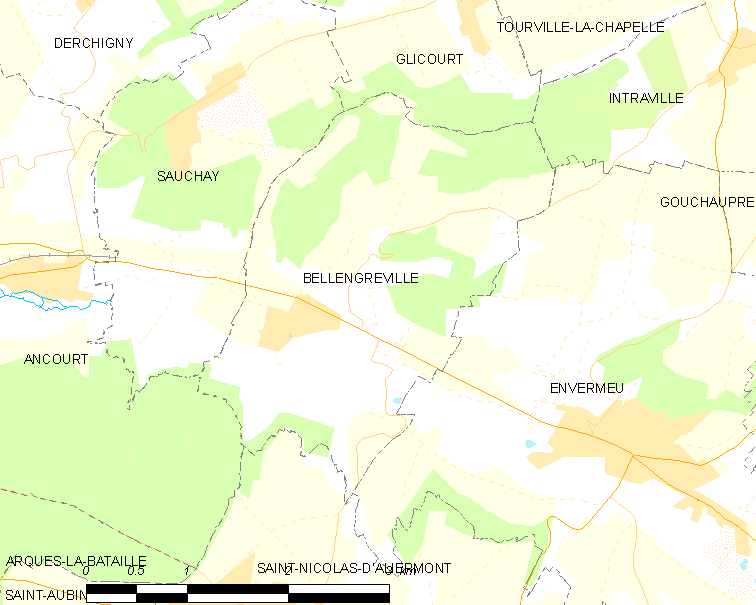
的OSM定位图

贝朗格勒维尔的时区为UTC+01:00、UTC+02:00（夏令时）。

## 行政
贝朗格勒维尔的邮政编码为76630，INSEE市镇编码为76071。

## 政治
贝朗格勒维尔所属的省级选区为迪耶普第二县。

## 人口

1962-2008年间人口变化图示

贝朗格勒维尔于2022年1月1日时的人口数量为471人。